# Lasioglossum laevoides
Lasioglossum laevoides là một loài Hymenoptera trong họ Halictidae. Loài này được Ebmer mô tả khoa học năm 2005.